# Liste der Pfarren im Dekanat Jennersdorf
Das Dekanat Jennersdorf ist ein Dekanat der römisch-katholischen Diözese Eisenstadt.

## Pfarren mit Kirchengebäuden
| Pfarre                      | Seelsorgeraum    | Patrozinium       | Kirchengebäude                                                  | Bild |
| --------------------------- | ---------------- | ----------------- | --------------------------------------------------------------- | ---- |
| Deutsch Kaltenbrunn         | Heiliger Florian | Hl. Nikolaus      | Pfarrkirche Deutsch Kaltenbrunn Filialkirche Rohrbrunn          |      |
| Dobersdorf                  | Heiliger Florian | Mariä Heimsuchung | Pfarrkirche Dobersdorf                                          |      |
| Heiligenkreuz im Lafnitztal |                  | Kreuzerhöhung     | Pfarrkirche Heiligenkreuz im Lafnitztal Filialkirche Poppendorf |      |
| Jennersdorf                 |                  | Hl. Wenzel        | Pfarrkirche Jennersdorf                                         |      |
| Königsdorf                  |                  | Hl. Stephan       | Pfarrkirche Königsdorf Filialkirche Zahling                     |      |
| Maria Bild am Weichselbaum  |                  | Mariä Heimsuchung | Pfarrkirche Maria Bild                                          |      |
| Mogersdorf                  |                  | Hl. Josef         | Pfarrkirche Mogersdorf                                          |      |
| Neuhaus am Klausenbach      |                  | Hl. Stephan       | Pfarrkirche Neuhaus am Klausenbach                              |      |
| Rudersdorf                  | Heiliger Florian | Hl. Florian       | Pfarrkirche Rudersdorf                                          |      |
| St. Martin an der Raab      |                  | Hl. Martin        | Pfarrkirche St. Martin an der Raab Ortskapelle Windisch-Minihof |      |

## Dekanat Jennersdorf
Das Dekanat umfasst 10 Pfarren.

## Dechanten
- Norbert Filipitsch